# Zeegse
Zeegse, gemeente Tynaarlo, is een dorp met ongeveer 400 inwoners in het noorden van de Nederlandse provincie Drenthe. 
Zeegse is gelegen in het Nationaal Park Drentsche Aa tussen de dorpen Tynaarlo (gelegen ten westen van Zeegse), Schipborg (aan de oostkant) en Oudemolen (aan de zuidkant). De omgeving is bosrijk.
Het dorp wordt veel bezocht door dagjesmensen. Er zijn diverse voorzieningen voor toeristen, waaronder hotel 'De Zeegser Duinen', kampeervereniging 'Mooi Zeegse', camping 'De Groene Valk', restaurant 'Het Witte Huis' en restaurant 'Ribhouse Texas'.
Dorpen: Bunne · De Groeve · De Punt · Donderen · Eelde · Eelderwolde · Midlaren · Oudemolen · Paterswolde (deels) · Taarlo · Tynaarlo · Vries · Winde · Yde · Zeegse · Zeijen · Zuidlaarderveen · Zuidlaren (Schuilingsoord · Westlaren)

Buurtschappen: Bokkenstreek · Bruilweering (deels) · Halfweg · Luchtenburg · Oosterbroek · Plankensloot · Schelfhorst · Zuideinde

Drenthe: Steden en dorpen      Nederland: Provincies · Gemeenten